# Grzegorz Markowski (koszykarz)
Grzegorz Markowski (ur. 1963) – polski koszykarz występujący na pozycji obrońcy, wielokrotny medalista mistrzostw Polski.

## Osiągnięcia
Drużynowe
- Mistrz Polski:
  - 1982
  - juniorów (1979)[1]
- Wicemistrz Polski (1981, 1983, 1986)